# Gora Serebristaja
Gora Serebristaja är ett berg i Antarktis. Det ligger i Östantarktis. Australien gör anspråk på området. Toppen på Gora Serebristaja är 1 246 meter över havet.
Terrängen runt Gora Serebristaja är lite kuperad.  Trakten är obefolkad. Det finns inga samhällen i närheten.